# Župnija Prihova
Župnija Prihova je rimskokatoliška teritorialna župnija dekanije Slovenske Konjice, Bistriško-Konjiškega naddekanata, ki je del nadškofije Maribor.

## Zgodovina
Samostojna župnija je bila ustanovljena leta 1766, prej je Prihova spadala pod Nadžupnijo Slovenske Konjice.

## Sakralni objekti
|    | slika | cerkev                                       | kraj    | kratek opis |
| -- | ----- | -------------------------------------------- | ------- | --- |
| 1. |       | cerkev Marijinega varstva - župnijska cerkev | Prihova | Romarska cerkev Marijinega varstva na Prihovi se prvič omenja leta 1464, kot »Beatae Mariae zu Brihou«. . Glavni cerkveni oltar je med najlepšimi t. i. zlatimi oltarji v Sloveniji. |
| 2. |       | sv. Jošt, Vinarje - podružnica               | Vinarje | Cerkev sv. Jošta se prvič omenja leta 1534 , vendar ima poznogotsko ladjo. |